# 阿代爾 (伊利諾伊州)
阿代爾（英語：Adair）是位於美國伊利諾伊州麥克多諾縣的一個人口普查指定地區。

## 地理
阿代爾的座標為40°25′08″N 90°29′48″W / 40.41889°N 90.49667°W，而該地最高點為海拔高度197米（即646英尺）。

## 人口
根據2010年美國人口普查的數據，阿代爾的面積為1.11平方千米，當中陸地面積為1.11平方千米，而水域面積為0.00平方千米。當地共有人口210人，而人口密度為每平方千米189.19人。